# Mochlus pembanus
Mochlus pembanus (вертлявий сцинк пембанський) — вид сцинкоподібних ящірок родини сцинкових (Scincidae). Мешкає в Танзанії і Кенії.

## Опис
Тіло (не враховуючи хвоста) сягає 89 мм завдовжки.

## Поширення і екологія
Пембанські вертляві сцинки мешкають на острові Пемба в Занзібарському архіпелазі та на південно-східному узбережжі Кенії, в округах Квале і Кіліфі (можливо, в Кенію вид був інтродукований). Вони живуть в прибережних лісах (зокрема в лісі Арабуко-Сококе), на Пембі також на плантаціях і полях, а також в лісах, що ростуть на коралових ґрунтах, в Кенії також на покинутих фермах. Ведуть риючий, нічний спосіб життя. Живляться безхребетними. Відкладають яйця.